# Ci diamo un bacio
Ci diamo un bacio è un singolo del cantautore italiano Dimartino, con la partecipazione di La Rappresentante di Lista, pubblicato il 25 giugno 2019 come nuova versione dell'omonima traccia contenuta nell'album Afrodite.

## Tracce
1. Ci diamo un bacio – 3:32